# Giacomo Stratta
Giacomo Stratta (fl. XX secolo) è stato un pistard italiano.
Partecipò ai giochi della II Olimpiade di Parigi nel 1900 nella gara di velocità, dove fu eliminato ai quarti. Prese parte anche alla gara a punti in cui ottenne il nono posto.